# 기타무라 도코쿠
기타무라 도코쿠(일본어: 北村透谷, 1868년 11월 16일 ~ 1894년 11월 15일)는 일본의 비평가, 시인, 메이지 시대의 문학평론을 이끌었으며 시마자키 도손에게 영향을 주었다.

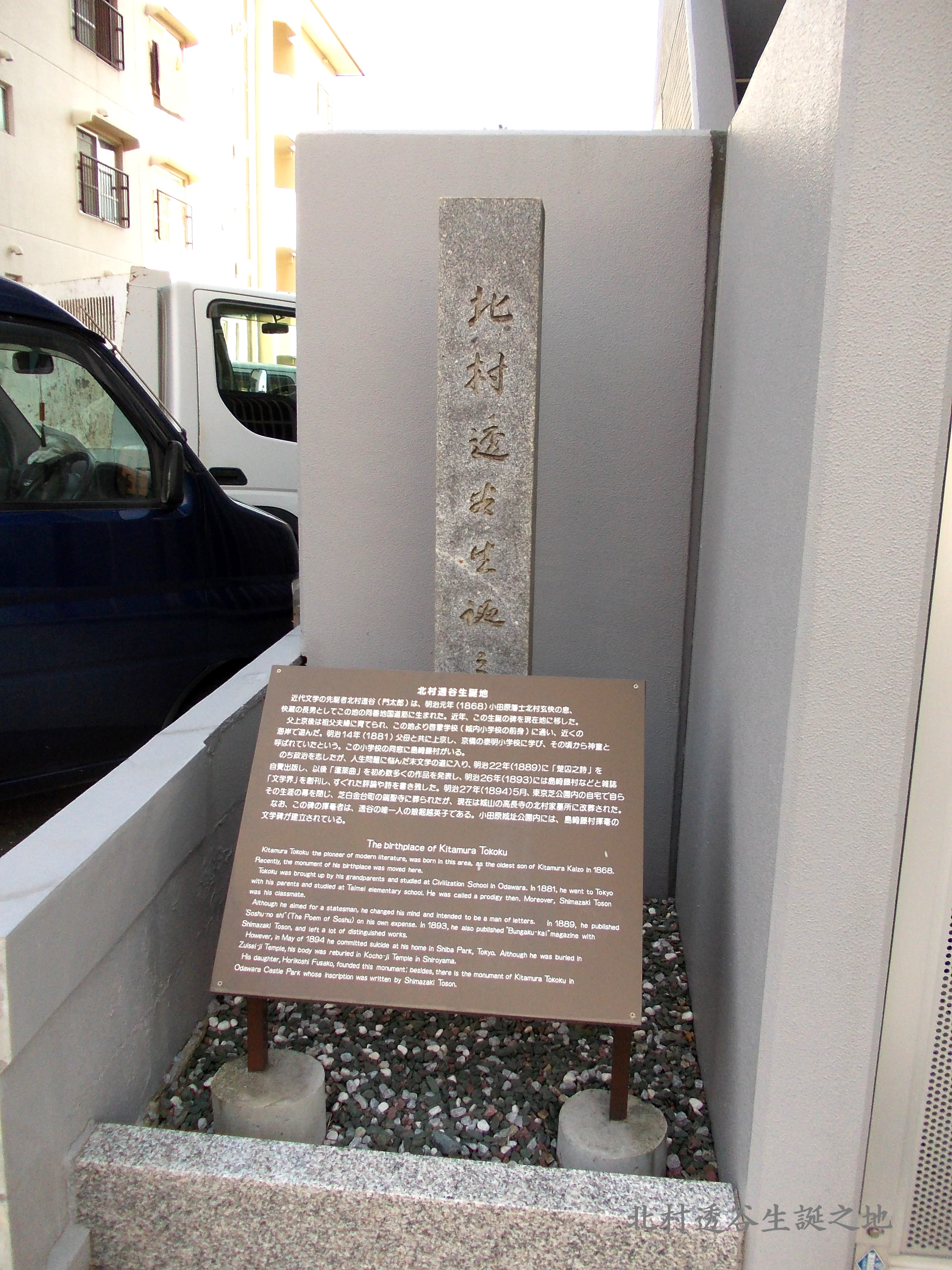
출생지 오다와라시 浜町3-11-14

## 인물
사가미국 아시가라시모군 오다와라의 몰락 사족가문에서 태어났다. 본명은 기타무로 몬타로(北村門太郎)이고 동생은 화가 丸山古香가 있다. 부모와 함께 상경하여 동경의 数寄屋橋근처에서 학교를 다녔다. 훗날의 필명 스키야는 이 지명에서 따온 것이다.
1883년 도쿄전문학교 정치과에 입학했고 1886년까지 적을 두었으나 졸업은 하지 않았다. 자유 민권 운동에 참가했지만 쇠퇴기였으며 오사카 사건 때 동지들이 자금확보를 위해 강도질이라도 해야한다는 권유에 절망하여 운동을 그만두었다. 1888년 数寄屋橋教会에서 세례를 받고 石坂昌孝의 딸 이시자카 미나와 결혼했다.
D・F・ジョーンズ 선교사의 통역을 위해 麻布教会에 다녔다. 1893년 여름 전도사가 되어 福井捨助의 개척교회인 花巻教会를 지원했다.
1889년 『楚囚之詩』를 자비출판했으나 곧 후회하고 회수했다. 1891년 『蓬莱曲』을 자비출판했다. 1892년 평론 「厭世詩家と女性」을 여학잡지에 발표하고 연애지상주의를 표명했다. 연애는 인생 비밀의 열쇠라는 문장으로 시작하는 이 글은 시마자키 도손이나 木下尚江 등에게 충격을 주었다. 1893년 창간된 문학계에 「人生に相渉るとは何の謂ぞ」、「内部生命論」등 다양한 문예론을 집필했다. 당시는 오자키 고요의 硯友社가 활동 전성기를 맞았던 시점이다. 또 영국의 퀘이커 교도 조지 브레이스웨이트와 친해지고 1889년 일본평화회 결성에도 참여했다.

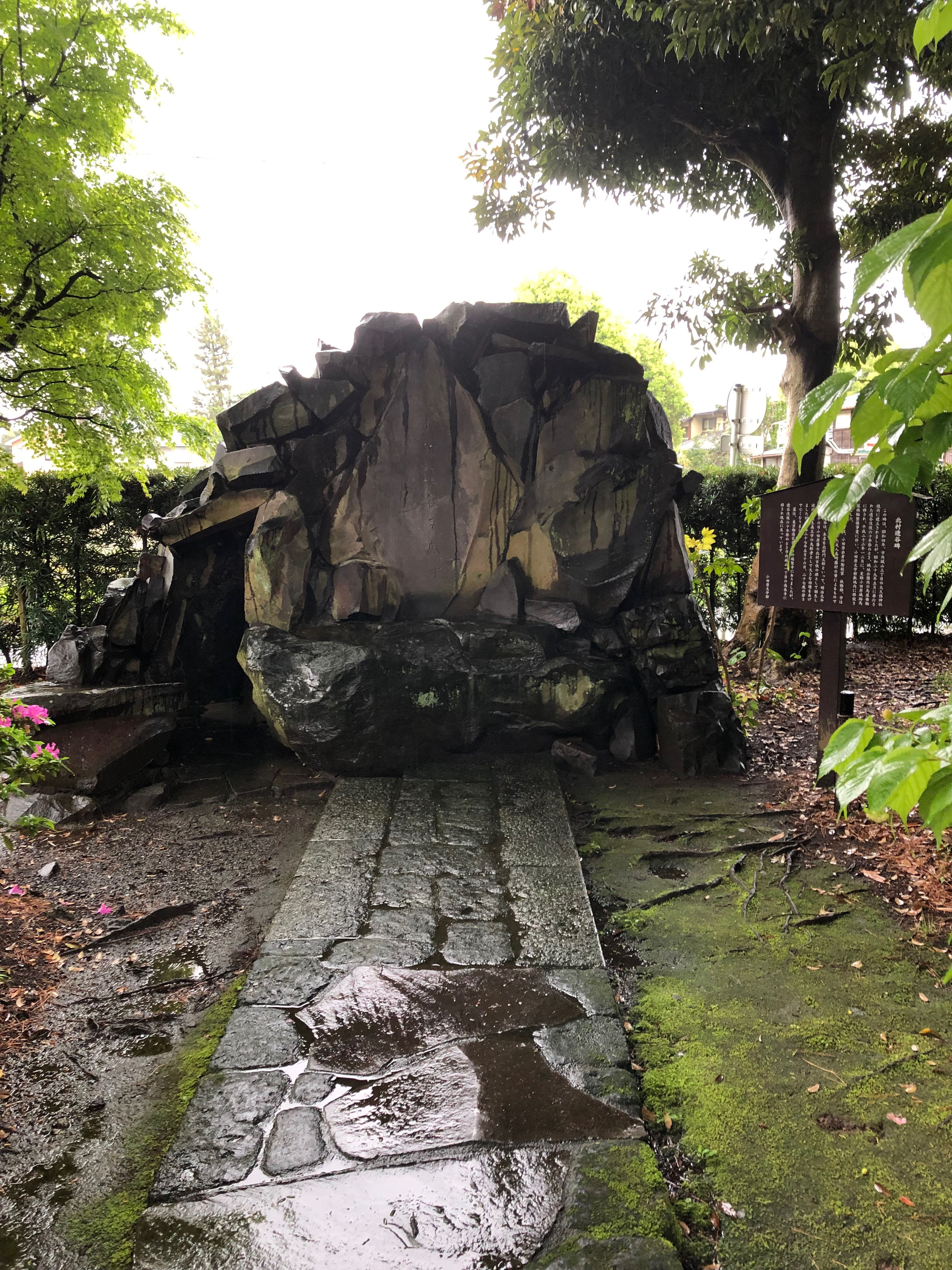
기타무라 도코쿠 문학비 (오다와라)

1893년 山路愛山와의 논쟁중 자유 민권 운동에 대한 좌절감과 자기비판을 하면서 육체적 생명보다 내면적 생명의 자유와 행복을 중시하는 내부생명론『内部生命論』을 발표했다.
또 지금까지 자신은 신앙과 사랑이 결여된 사람이었으며 기독교 신앙이 개인을 기대게 하며 타인 사이의 대등하게 자립된 인격적 결합을 실현시켜주고 정신을 순화시킨다고 생각했다.
그러나 청일전쟁과 국수주의로 흘러가는 일본에 절망하여 정신이 점차 불안정해졌으며 평론 에머슨을 기고하고 1894년 시바공원 목을 매어 25세로 자살했다.
도코쿠의 작품은 현대적 연애관과 함께 조지 고든 바이런, 랠프 월도 에머슨의 양향이 짙은 낭만주의와 인간성의 해방이라는 생각이 깔려있었다. 후지무라는 『桜の実の熟する時』『春』 등에서 도코쿠의 모습을 묘사했다.

## 작품
- 人生に相渉るとは何の謂ぞ
- 内部生命論
- 厭世詩家と女性
- 万物の声と詩人
- 蓬莱曲

## 같이 보기
- 요시쿠라 오세이
- 자유 민권 운동
- 시인
- 낭만주의
- 메이지 여학교 (강사로 출강)
- 기타바야시 도마(北林透馬)